# Pro Civitate díj (Pécs)
A Pro Civitate emlékérem – a Pécs díszpolgára címhez történő adományozáson túl általában egy életmű elismeréseként annak a polgárnak adható, aki a város gazdasági, tudományos, kulturális, művészeti, oktatási, sportéletében, vagy a közélet egyéb területein hosszú ideig, kimagasló tevékenységet végzett.

## A díj bemutatása
Évente két emlékérem adományozható. A Közgyűlés megbízatása lejártának évében négy emlékérem adományozható, melyből kettőt a város gazdasági életének fejlődése terén kiemelkedő teljesítményt nyújtó polgárnak lehet odaítélni. Az emlékérem adományozásával oklevél és 300 000 Ft pénzjutalom jár. A „Pro Civitate” Emlékérem egy 90 mm átmérőjű körhöz közelítő, szabálytalan alakú, két oldalas érem. Előlapja a város domborzati viszonyait is tükröző légi felvétel egyszerűsített változatát ábrázolja. Az előlap jobb oldali alsó részén Pécs város 50 mm-es átmérőjű pecsétje látható, amelyhez egy azonos méretű pecsétnyomó is tartozik. A pecsétnyomó – a latin nyelvű szöveget elválasztó jel megváltoztatása következtében – egyértelműen megkülönböztethető a város hivatalos pecsétnyomójától. Az érem hátlapján a „Pro Civitate” Emlékérem felirat látható.
A „Pro Civitate” Emlékérem Asszonyi Tamás szobrászművész alkotása.

## Pro Civitate díjasok

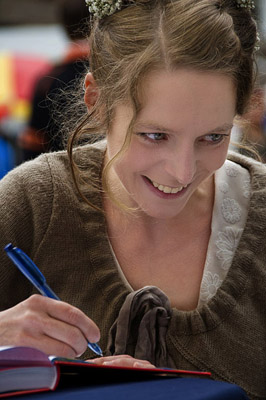
Bartos Erika író, építészmérnök.

| Évszám | Név                                                                                          |
| ------ | -------------------------------------------------------------------------------------------- |
| 1991   | Romhányi György, Csorba Győző                                                                |
| 1992   | Várbíró Béla, Hegyi László, Vargha Károly                                                    |
| 1993   | Csethe István, Polányi Imre, Howard Williams, Pintér András, Bán Endre                       |
| 1994   | Bíró László, Romváry Ferenc, Schmidt Antal, Schweitzer József, Mark Jennings, Theodor Zens   |
| 1995   | Horváth Judit, Vilutyte Jolanta, Rátgéber László, Balikó Zoltán, Bertók László, Rajczi Péter |
| 1996   | Kelle Sándor, Valkó László,                                                                  |
| 1997   | Antal György, Kalla Gábor                                                                    |
| 1998   | Fürtös György, Apagyi Mária, Lantos Ferenc, Brun József, Kari Kiiskinen                      |
| 1999   | Gárdonyi Béla Tamás, Wolfgang Daffinger, Jochen Daffinger                                    |
| 2000   | Tüskés Tibor, Csordás Gábor                                                                  |
| 2001   | Daniel J. Chappaz, Simon István                                                              |
| 2002   | Enzo Grossi, Matavovszky Iván, Soltra Elemér, Szilágyi János                                 |
| 2003   | Catherine Feidt, Keresnyei János                                                             |
| 2004   | Balikó Tamás, Pálné dr. Kovács Ilona, Simonovics Ferenc                                      |
| 2005   | Bezerédy Győző, Bödő László, Ujvári Jenő                                                     |
| 2006   | Szirmai Csaba, Kiss Tibor, Jordán Tamás                                                      |
| 2007   | Győrvári Gábor, Kéri István                                                                  |
| 2008   | Papp Lajos, Vonyó József, Kerényi János                                                      |
| 2009   | Dobos László, Tillai Aurél                                                                   |
| 2010   | Várnagy Attila, Sólyom Katalin, Bognár Levente, Kellermayer Miklós                           |
| 2011   | Szénási János, Dörömböző Géza                                                                |
| 2012   | Dévényi Sándor, Vujity Tvrtko                                                                |
| 2013   | Pavlekovics Ferenc, Bartos Erika                                                             |
| 2014   | Debreczeni László, Font Márta, Rapp Imre, Uhrik Teodóra.                                     |
| 2015   | Budavári Attila, Németh Péter, Kleisz Zoltán                                                 |
| 2016   | Dárdai Pál, Rétfalvi Sándor, Vonyó József                                                    |
| 2022   | Lomb Dénes, Orcsik Ferenc, Vidovszky László                                                  |
| 2024   | Konkoly Zsófia                                                                               |